# Comté de Warren (Tennessee)
Pour les articles homonymes, voir Warren et Comté de Warren.
Le comté de Warren est un comté de l'État du Tennessee, aux États-Unis.

## Parcs et sites naturels
- Cumberland Caverns (en)